# Saint-Barthélemy (eiland)

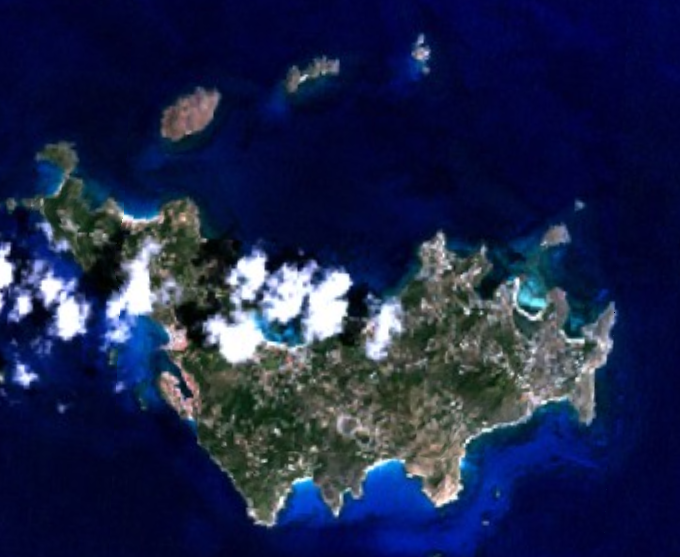
Satellietfoto (de inham tussen de bebouwing links is de haven van Gustavia)

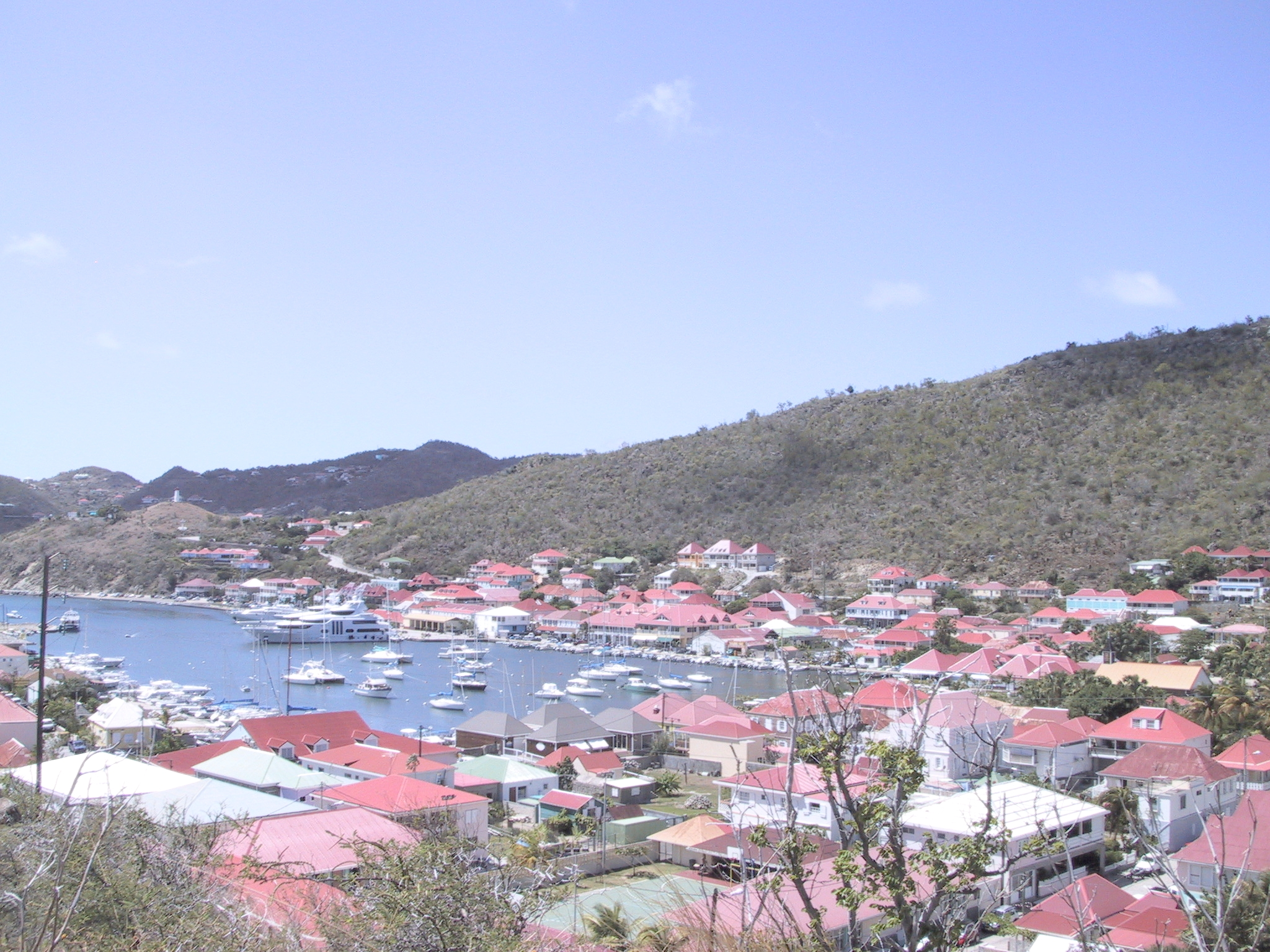
De haven van Gustavia

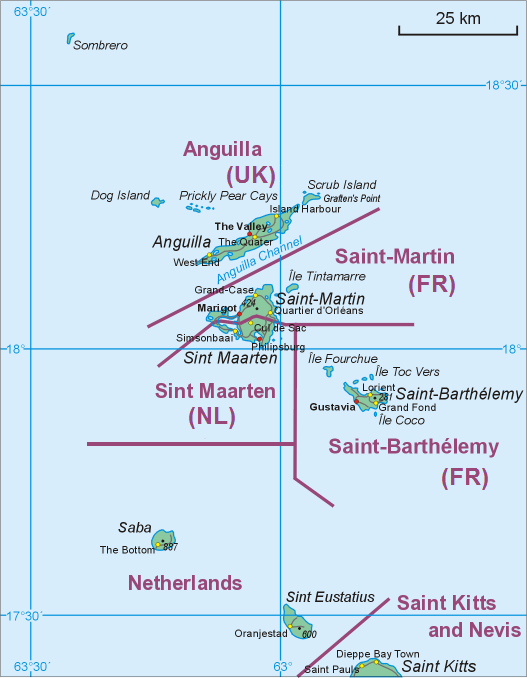
Ligging ten opzichte van naburige eilanden

Saint-Barthélemy (Nederlands: Sint-Bartholomeus), officieel Collectivité de Saint-Barthélemy, is een eiland in de Caraïbische Zee en overzeese gemeenschap (collectivité d'outre-mer) van Frankrijk. Het ligt ten zuidoosten van Sint Maarten en ten noordwesten van Saint Kitts, en het behoort tot de Bovenwindse Eilanden van de Kleine Antillen. Het wordt ook wel Saint Barts, Saint Barths of Saint Barth genoemd. De hoofdstad is Gustavia.
Het eiland is slechts 21 km² groot, en telde 10.289 inwoners in 2019, die voornamelijk afstammen van kolonisten uit Normandië, Bretagne en Poitou.

## Geschiedenis
Saint-Barthélemy werd in 1493 ontdekt door Columbus, en werd genoemd naar de naamheilige van diens broer Bartholomeus. Het eiland werd bevolkt door Cariben. Pas in 1648 werd het door Franse kolonisten vanuit Saint Kitts gekoloniseerd. In 1651 werd het eiland echter aan de Ridders van Malta verkocht. De Cariben moordden in 1656 alle kolonisten uit. In 1763 vestigden Franse boekaniers uit Normandië en Bretagne zich op het eiland. Onder Lodewijk XVI werd het op 1 juli 1784 aan Zweden verkocht, in ruil voor handelsrechten in Göteborg. De Zweden noemden de hoofdstad Gustavia, naar hun koning Gustaaf III.
Saint-Barthélemy werd een vrijhaven, waar gekaapte lading kon worden verkocht. Het eiland bloeide op, tot het door de opkomst van het stoomschip minder belangrijk werd. Op 10 augustus 1877 kochten de Fransen het terug, nadat de plaatselijke bevolking voor aansluiting bij Frankrijk had gestemd. Het bleef een arm eiland, en een deel van de bevolking emigreerde naar andere gedeelten van de Caraïbisch gebied en specifiek Saint Thomas. In 1946 kreeg Guadeloupe, waar Saint-Barthélemy toen onder viel, de status van overzees departement, en werd Saint-Barthélemy een commune (gemeente).
In 1957 kocht David Rockefeller een gebied van 27 hectare voor de bouw van een villa in Colombier. De Rockefellers werden gevolgd door de Rothschilds en Saint-Barthélemy begon zich te ontwikkelen als verblijfplaats voor de rijken der aarde. In de jaren 1960 werd de eerste middelbare school gebouwd. In 1974 telde het eiland 2.491 inwoners, maar in 2005 waren er al bijna 9.000 inwoners. In de jaren 1980 werd elektriciteit aangelegd. De regering probeerde te voorkomen dat het eiland werd volgebouwd met villa's door 60% van het grondgebied tot groene zone te bestemmen, maar critici zeggen dat de groene zone de Amerikaanse dollar is, en dat de hijskraan de nationale vogel is.

## Bestuur
Saint-Barthélemy vormde tot 2007 samen met Frans Sint-Maarten een onderprefectuur van het overzeese departement Guadeloupe, maar koos bij referendum op 7 december 2003 net als Frans Sint-Maarten voor meer zelfbestuur, rechtstreeks onder Frankrijk. Op 22 februari 2007 keurde het Franse parlement de wet goed die de nieuwe status van de eilanden regelt. Sindsdien heeft het een beperkte autonomie. Het eiland is bevoegd voor:
- alle uitvoerende bevoegdheden die bij de regio en het departement Guadeloupe en de gemeente Saint-Barthélemy hoorden
- beperkte heffing van belastingen; kadaster
- volkshuisvesting en ruimtelijke ordening
- wegverkeer, veerdiensten, registratie van schepen, aanleg en exploitatie van zeehavens
- toezicht op openbare wegen, openbare ruimte en openbare gebouwen
- milieubeleid, inbegrepen de bescherming van bosgebieden
- toelating van buitenlanders op de arbeidsmarkt
- energiebeleid
- toerisme
- aanleg of instelling en inrichting van openbare gebouwen en diensten

Op alle andere beleidsterreinen is de Franse staat bevoegd, inclusief de vervolging van strafbare feiten die betrekking hebben op bovengenoemde punten.
Saint-Barthélemy wordt bestuurd door een Territoriale Raad met 19 leden en een uitvoerend college van 7 leden, beide gevestigd in het Hôtel de la Collectivité (vóór 2007 het gemeentehuis) in de hoofdstad Gustavia en voorgezeten door de voorzitter ('président') van de Territoriale Raad, sinds de instelling van de functie in 2007 is dat Bruno Magras (LR).
Het eiland wordt in de Franse nationale Senaat te Parijs vertegenwoordigd door één senator, sinds 2020 Micheline Jacques (LR). Over de vertegenwoordiging in de Franse Nationale Vergadering ('Assemblée nationale') is nog steeds discussie; momenteel wordt die nog waargenomen door Victorin Lurel (PS), die een van de vier kieskringen van Guadeloupe vertegenwoordigt (en overigens ook voorzitter van de Conseil Régional van Guadeloupe is). Het Frans staatshoofd wordt vertegenwoordigd door de préfet délégué (gedelegeerd prefect) op Guadeloupe; sinds 2020 Alexandre Rochatte, die er de vertegenwoordiging op Sint-Maarten bijneemt.
Op 1 januari 2012 werd de status van Saint-Barthélemy veranderd van ultraperifere regio naar overzees gebied. Daarmee is Saint-Barthélemy na Frans-Algerije en Groenland de derde regio die de Europese Unie (of een voorganger) heeft verlaten.

## Economie
Saint-Barthélemy leeft tegenwoordig van toerisme. Op het eiland staat een aantal hotels. De toeristen arriveren met kleine vliegtuigjes zoals de Twin Otter op de plaatselijke luchthaven of komen per boot vanuit Marigot. Voor landbouw is het eiland te droog. Het eiland heeft een drinkwater tekort, en er wordt drinkwater geimporteerd en geproduceerd door omgekeerde osmose. Het toerisme heeft het eiland veel welvaart gebracht. Het is vooral populair onder de rijken der aarde. De winkels op Saint-Barthélemy zijn belastingvrij.
Saint-Barthélemy heeft een chronisch handelstekort. Het belangrijkste exportproduct in 2020 was schoonheidsproducten. De belangrijkste importproducten waren horloges en juwelen. De grootste exportpartner was Duitsland, en de grootste importpartner was Zwitserland.

## Vervoer
Saint-Barthélemy heeft een klein vliegveld, de Luchthaven Rémy de Haenen. Het is geschikt voor propellervliegtuigen met één of twee motoren. De korte startbaan eindigt direct op het strand van Saint-Jean, en staat bekend als zeer gevaarlijk.
De Sint Maartense luchtvaartmaatschappij Winair voert lijnvluchten uit naar haar thuisbasis, de Guadeloupse maatschappijen Air Antilles Express en Air Caraïbes naar Pointe-à-Pitre en het lokale St Barth Commuter, dat wordt geleid door de voorzitter van de Territoriale Raad Bruno Magras, naar Sint Maarten en het Franse territorium Sint-Maarten aan de andere kant van het eiland. Daarnaast biedt een viertal maatschappijen chartervluchten aan naar samen 33 bestemmingen in 17 landen en territoria in de Caraïben.
Er is geen openbaar vervoer op Saint-Barthélemy. De maximumsnelheid is 50 km/u, maar is vaak beperkt tot 30 km/u. Alle wegen zijn smal, steil, en kronkelen.

## Geografie

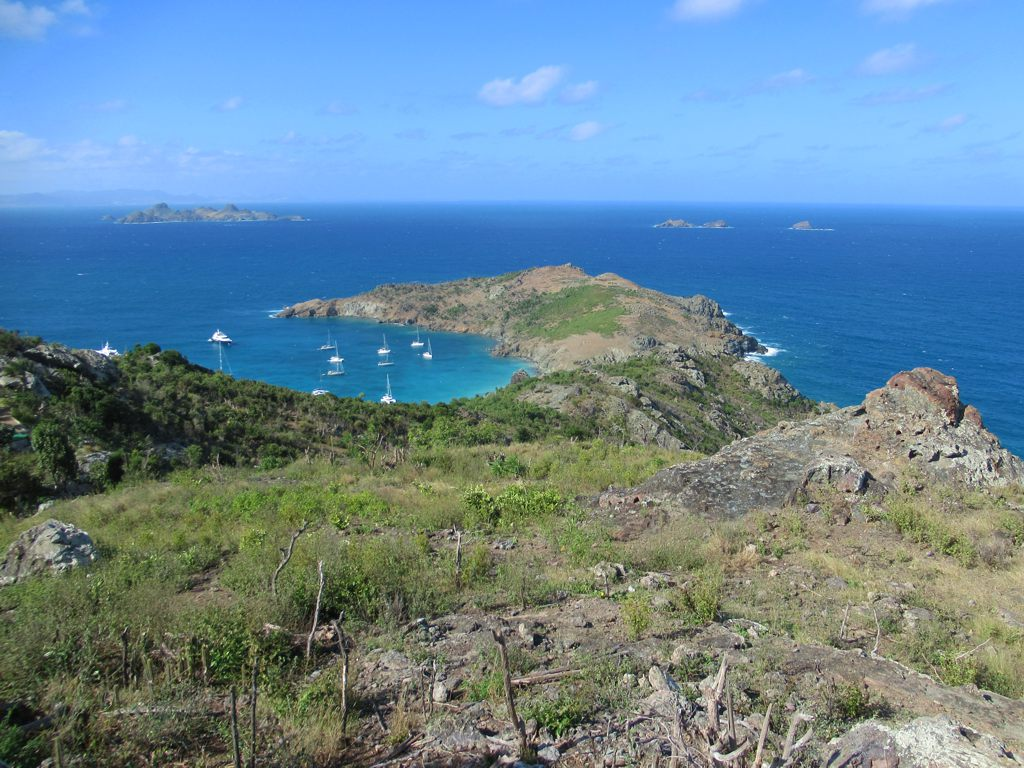
Anse de Colombier gezien vanaf Grande Roche

Saint-Barthélemy is onderdeel van de Anguillabank, een vulkaanboog waarvan Saint-Barthélemy, Sint Maarten en Anguilla de zichtbare hoofdeilanden vormen. De vulkanen waren 39 tot 43 miljoen jaar geleden actief, en het eiland is het resultaat van vulkaanuitbarstingen. Het eiland bestaat voornamelijk uit kalksteen, klastisch gesteente en zand. De bank vormde oorspronkelijk één eiland, maar een gedeelte is onder water komen te staan, en drie hoofdeilanden met vele kleine eilandjes en rotspunten zijn overgebleven. Het hoogste punt van het eiland is Morne de Vitet met 286 meter.

### Flora en fauna

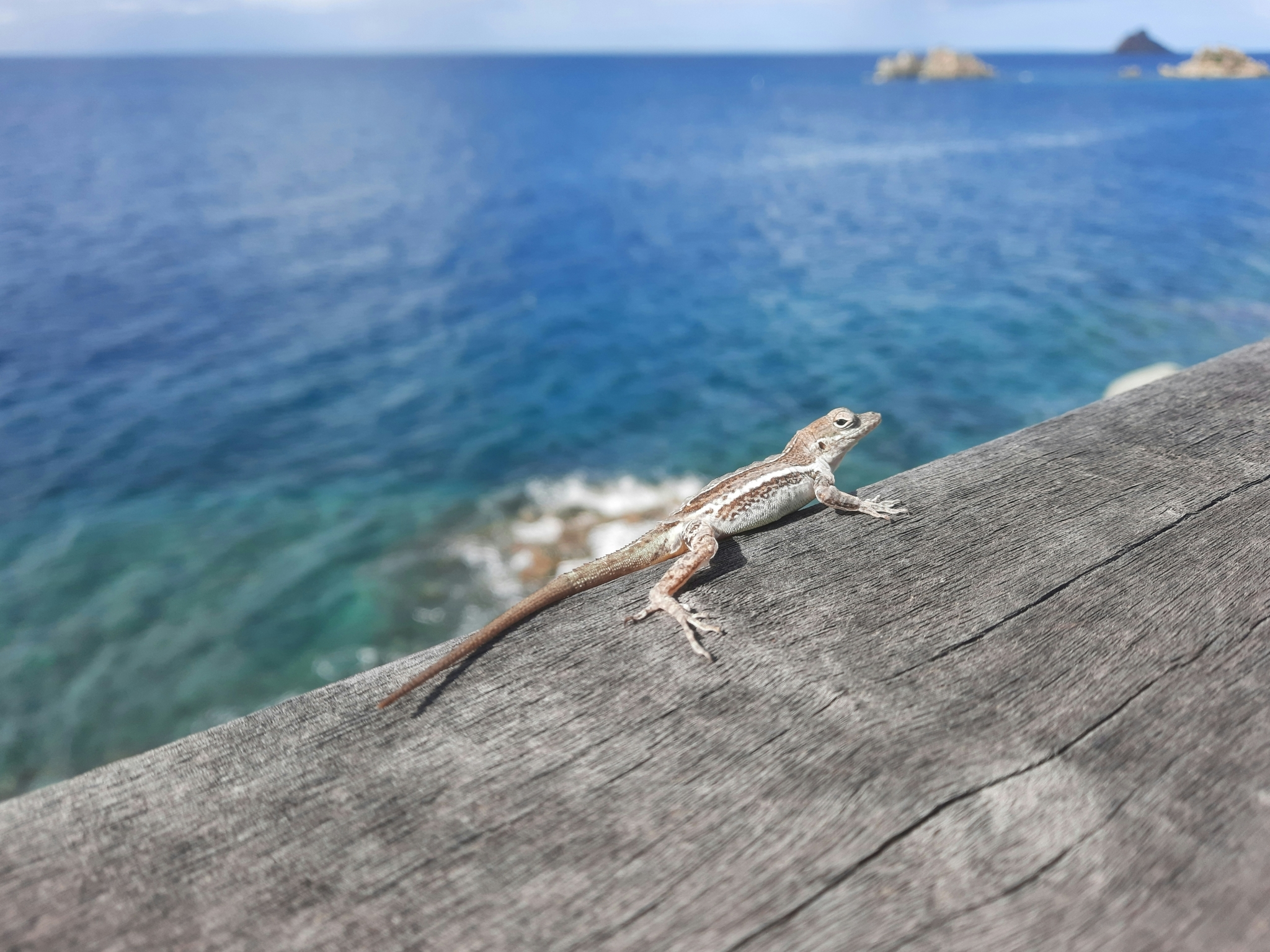
Anolis gingivinus aan de kust

Droogteminnende flora zoals de diverse soorten cactus zijn kenmerkend voor het eiland.
Er werden 154 soorten vogels waargenomen op Saint Barts zoals het suikerdiefje en er leven anolissen zoals de endemische anolis gingivinus die alleen op Saint Barts, Sint Maarten en Anguilla voorkomt.
Op het eiland zijn verschillende diersoorten geïntroduceerd door de mens. Voorbeelden zijn de ridderanolis (Anolis equestris), de korenslang (Pantherophis guttatus) en de Cubaanse boomkikker (Osteopilus septentrionalis).

### Plaatsen

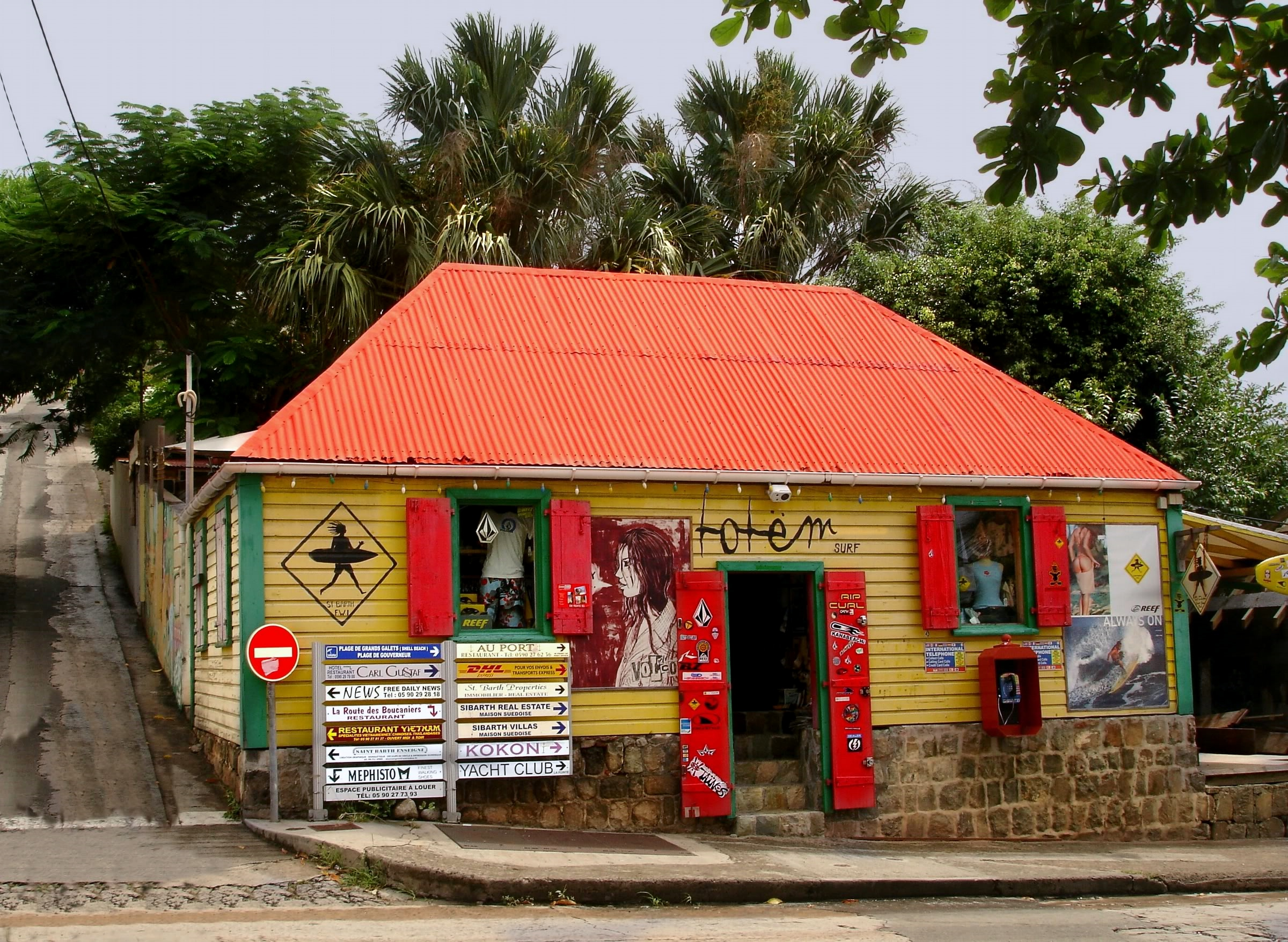
Surfwinkel in Gustavia

Saint-Barthélemy is onderverdeeld in 40 quartiers (buurten) die overeenkomen met de oorspronkelijke gehuchten en dorpen. De belangrijkste plaatsen zijn:
- Colombier
- Corossol
- Gouverneur
- Gustavia, de hoofdplaats van het eiland
- Lorient
- Saint-Jean

### Stranden
Saint-Barthélemy beschikt over 22 stranden. De bekendste stranden zijn:
- Anse de Colombier, een verborgen strand in een afgelegen gebied in het uiterste noordwesten.[17]
- Anse de Gouverneur, een rustig strand in het zuiden van het eiland. Een gedeelte wordt gebruikt als naaktstrand.[18]
- Anse de Grande Saline, een langgerekt strand aan de loefzijde dat tevens gebruikt wordt als naaktstrand.[17][19]
- Anse de Toiny, een strand met wild water dat populair is bij surfers.[20]
- Plage de Saint-Jean, een strand bij Saint-Jean waar de vliegtuigen vlak overheen vliegen.[17]
- Shell Beach (ook: Anse de Grand Galet), een schelpenstrand in Gustavia op loopafstand van het centrum.[17][21]

### Eilanden

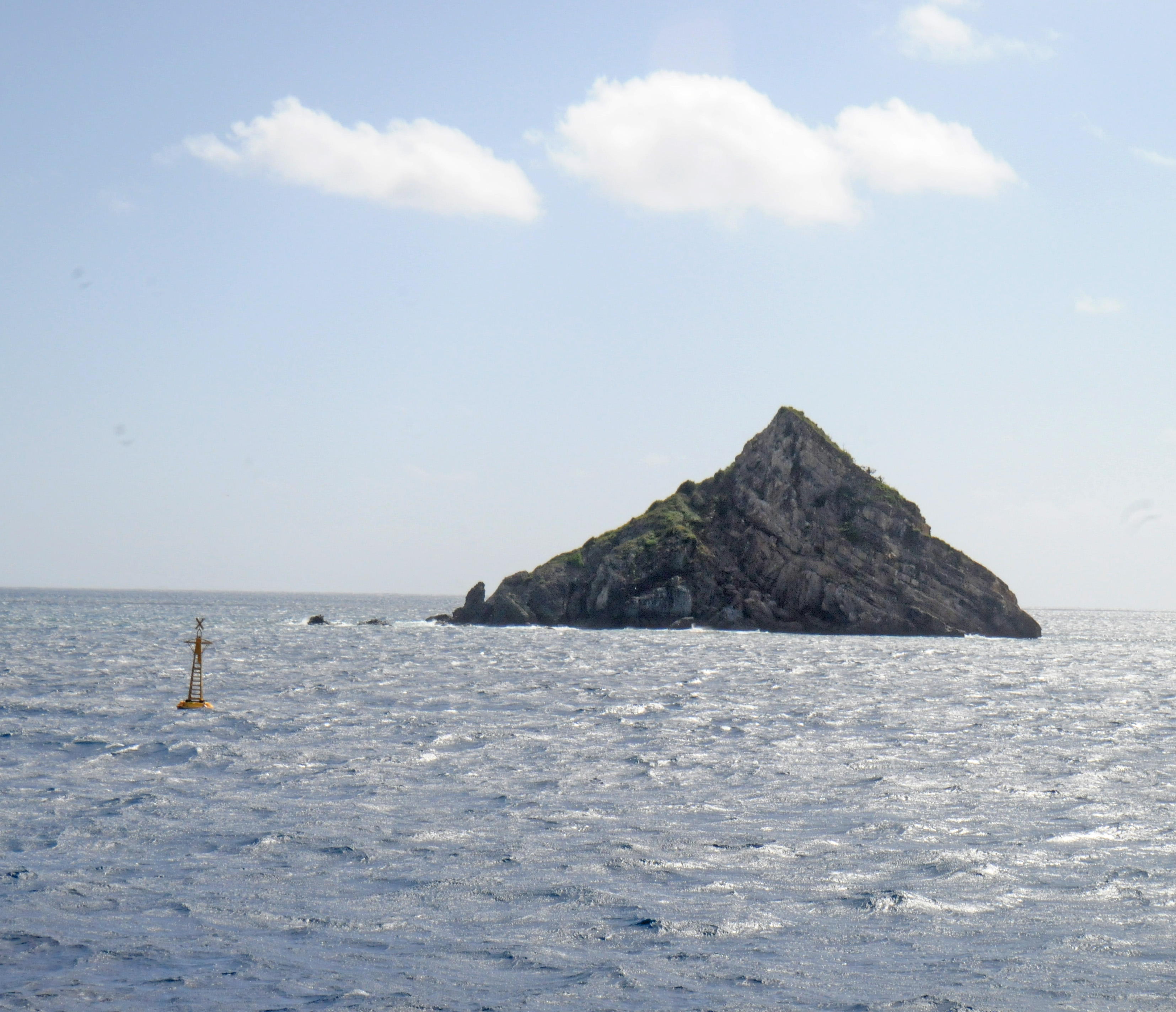
Pain de Sucre

Tot het eilandgebied behoren ook de voor de kust liggende onbewoonde eilandjes en rotspunten zoals:
- Île Chevreau[22]
- Île Fourchue
- Île Frégate
- La Tortue
- Pain de Sucre

## Ontvoering van Freddy Heineken
Saint-Barthélemy speelde een kleine rol rond de Ontvoering van Freddy Heineken. De ontvoerders Cor van Hout en Willem Holleeder werden op 13 februari 1986 van Parijs naar Saint-Barthélemy overgebracht. De plaatselijke bevolking was echter fel tegen dit 'dumpen' van criminelen, waardoor ze er niet veilig waren. Ze werden teruggebracht naar Frankrijk, waar ze huisarrest kregen in een hotel in Évry.

## Galerij

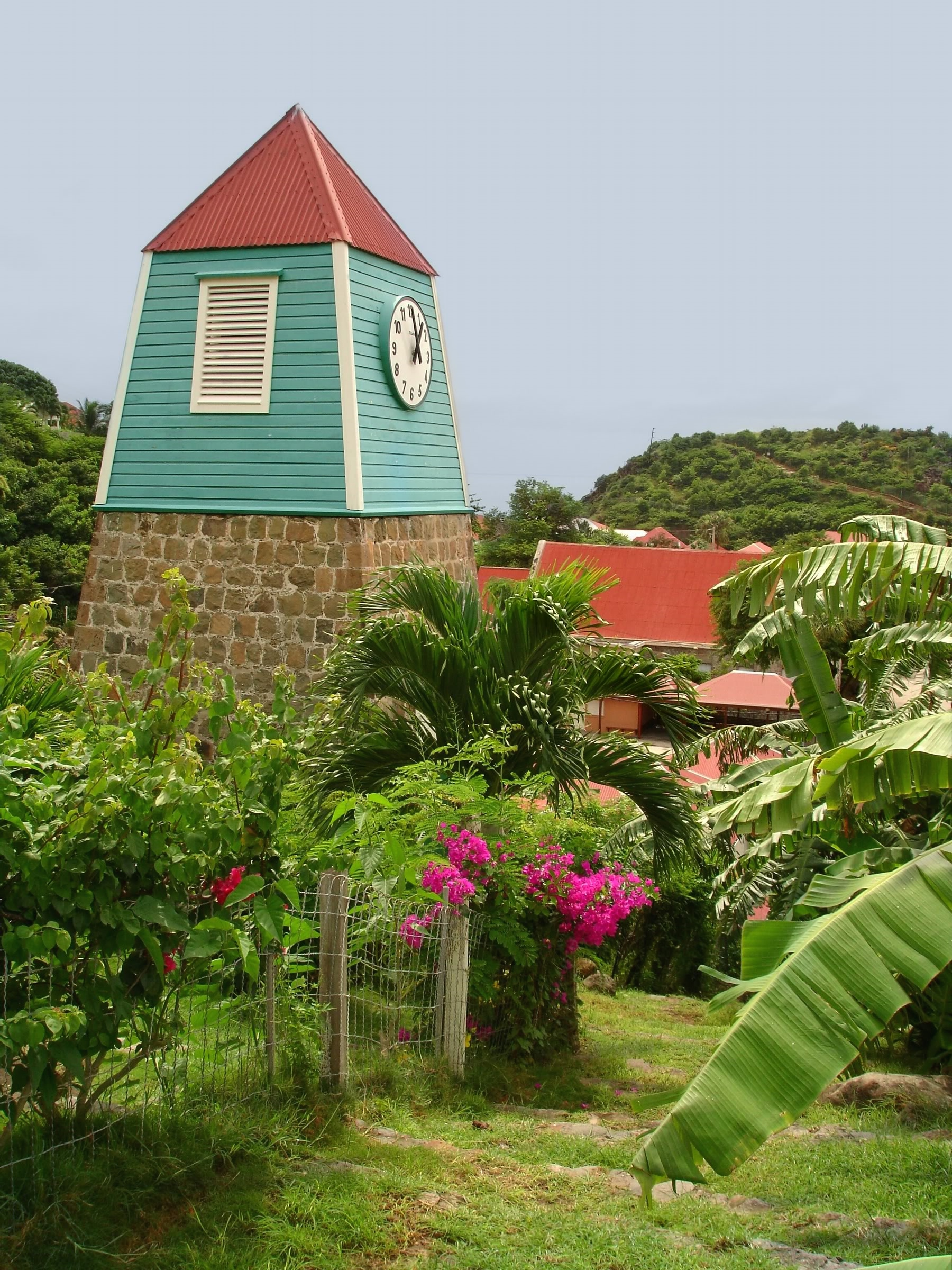
Zweedse klokkentoren in Gustavia
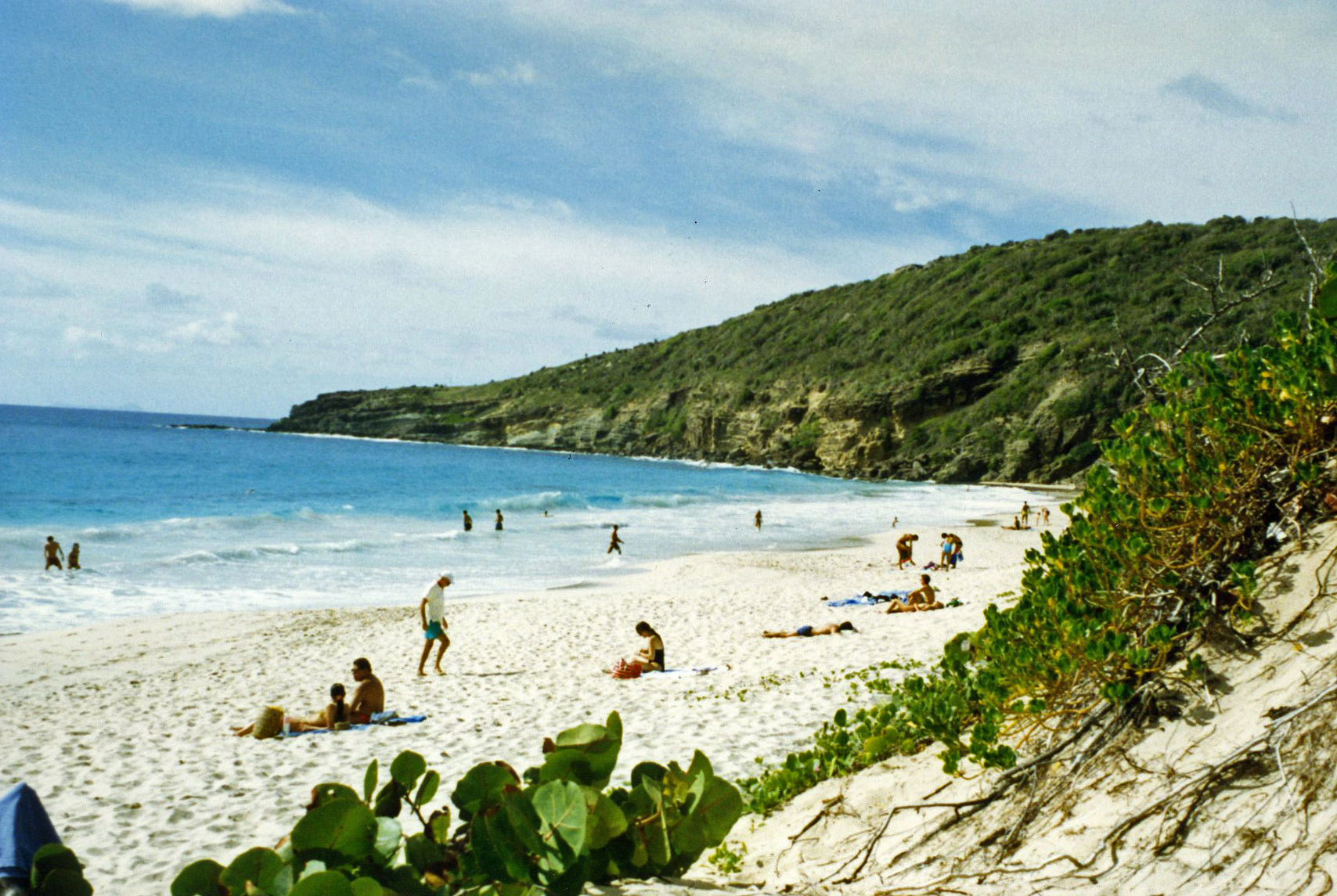
Anse de Grande Saline
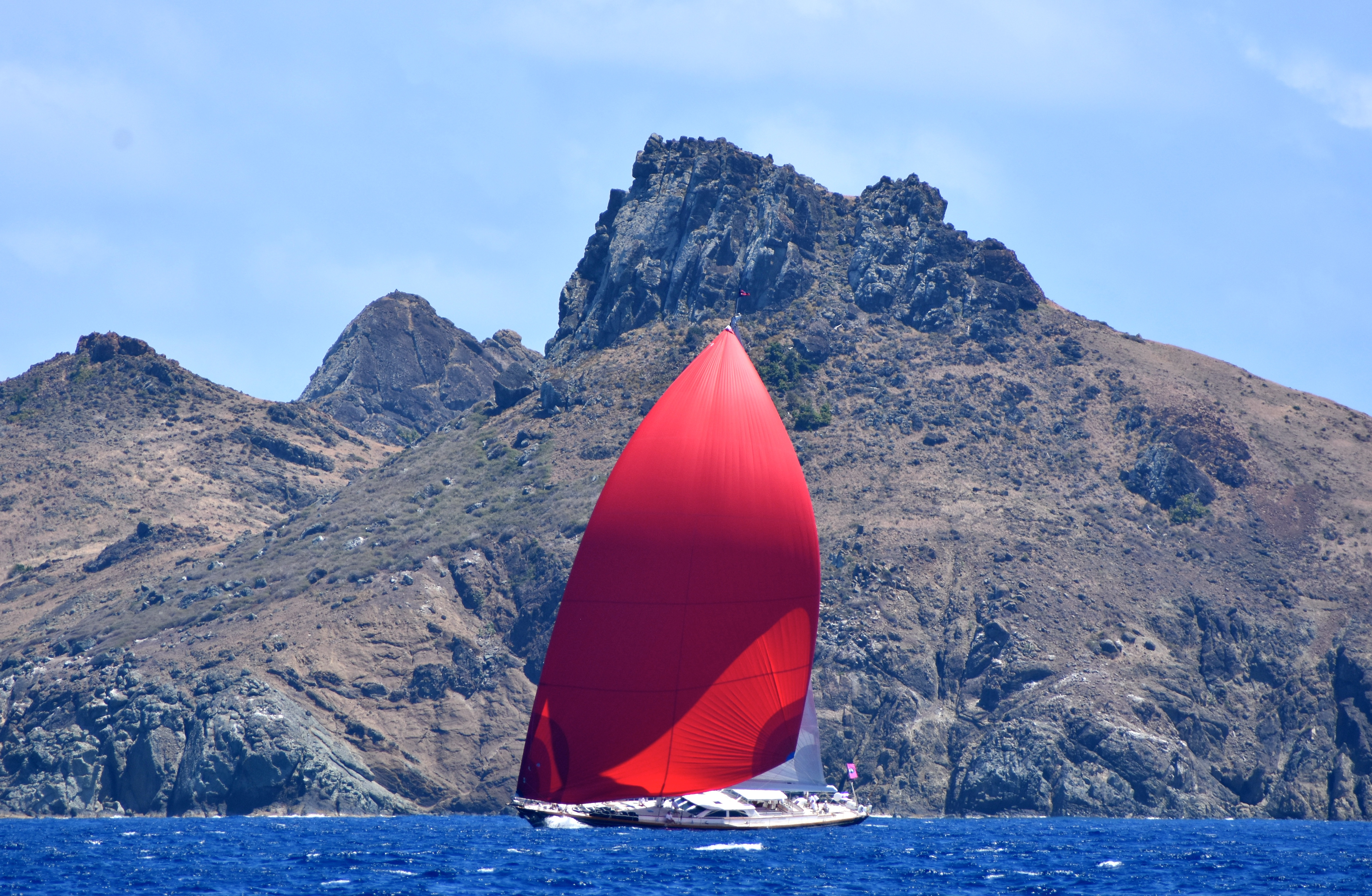
Zeilschip bij Île Fourchue
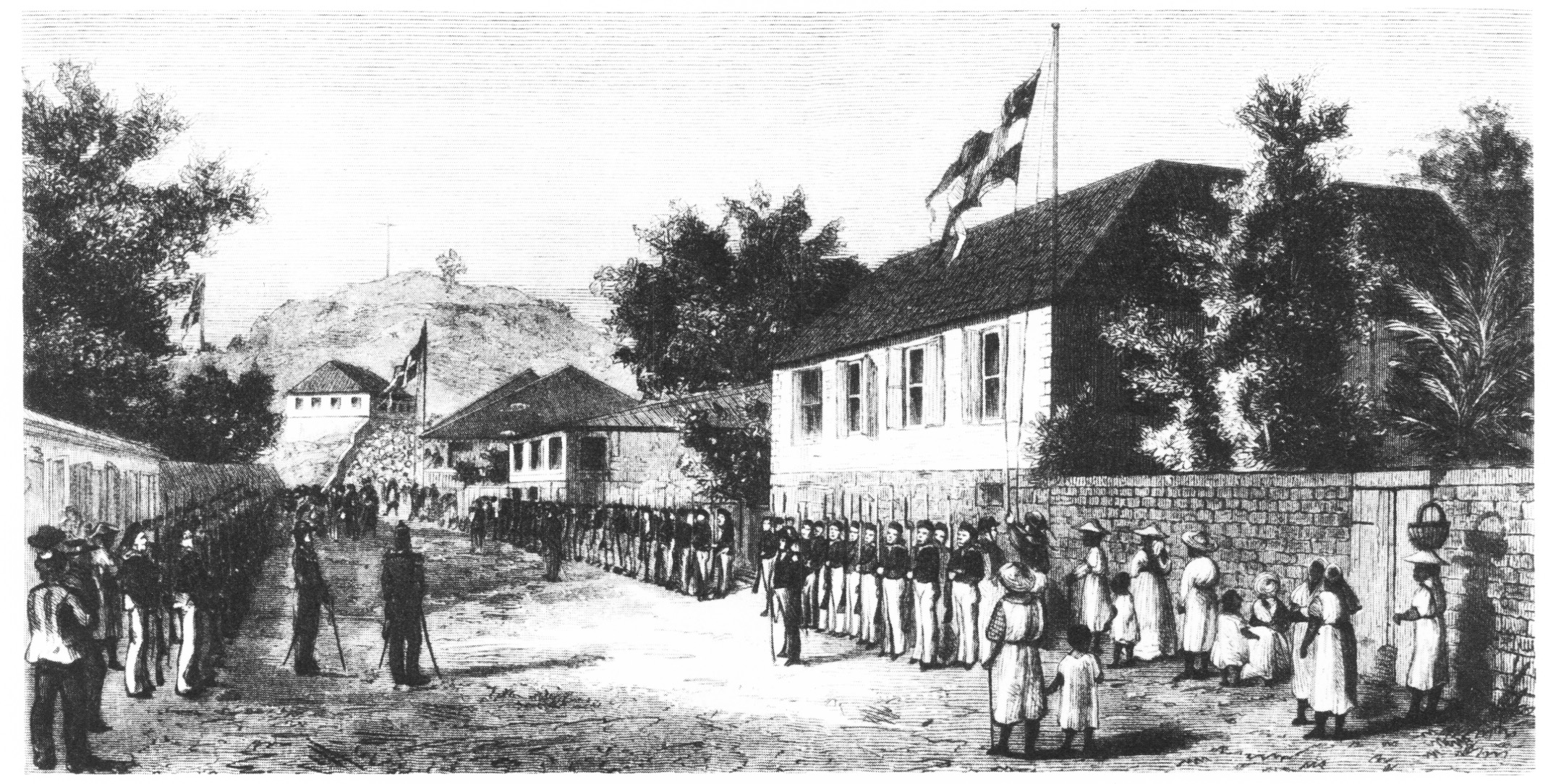
Overdracht van Saint-Barthélemy aan Frankrijk (1878)